# 岩岡壽枝
岩岡壽枝（日语：岩岡 ヒサエ，1976年7月17日—），日本漫畫家；原同人作家。千葉縣出身。

## 經歷
畢業於女子美術大學西畫科，曾在電腦公司任職。
2002年以〈ゆめの底〉獲得四季賞佳作而出道，之後又以〈白雲飄飄〉獲得《月刊IKKI》第7屆イキマン新人賞。2009年岩岡與青木俊直、石出電、志村貴子、谷川史子組成同人團體「腹ペコ戦隊はしレンジャー」。
2011年以科幻漫畫《土星公寓》榮獲第15屆日本新媒體動漫藝術節漫畫部門大賞。

## 作品
目前有正式授權中文版的作品：
- 土星公寓
- 白雲飄飄
- 花甜餅研習社
- 夢想便利店
- 青澀的音符
- 燙髮換個好心情-短篇漫畫選集-
- 機器飯友